# Ferdinand Bauer (Zeichner)

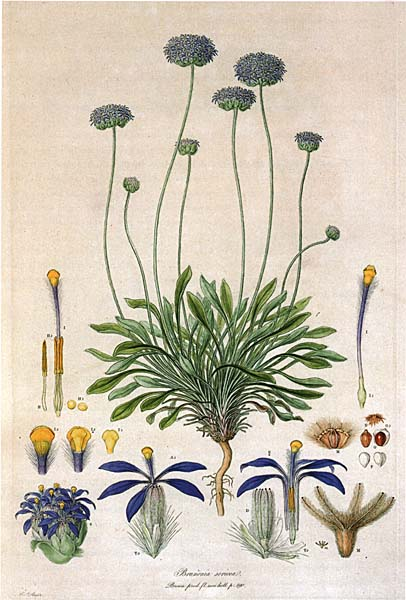
Brunonia australis R.BR., Illustration von Ferdinand Bauer

Ferdinand Lucas Bauer (* 20. Jänner 1760 in Feldsberg, Niederösterreich; † 17. März 1826 in Hietzing bei Wien) war ein österreichischer botanischer Zeichner. Er reiste mit der Expedition von Matthew Flinders nach Australien und dokumentierte die dortige Pflanzen- und Tierwelt. Sein offizielles botanisches Autorenkürzel lautet „F.L.Bauer“.
Ferdinand Lucas Bauer war ein Sohn von Lucas Bauer, Hofmaler von Fürst Franz Joseph I. von Liechtenstein, und ein Bruder der beiden Maler Joseph Anton (1756–1831) und Franz Andreas Bauer (1758–1840). Als Ferdinand drei Jahre alt war, starb sein Vater. Seinen ersten Unterricht im Zeichnen, wie auch in Biologie, erteilte ihm, wie seinem älteren Bruder Franz Andreas, der Prior des örtlichen Klosters, Norbert Boccius (1729–1806). Die Brüder studierten dann 1772 an der Wiener Universität beim Botaniker und Grafiker Nikolaus Joseph von Jacquin. Dort erlernten sie auch die Mikroskopie, die sie auch dazu einsetzten, noch genauere und detailliertere Bilder zu zeichnen. Im Alter von 15 Jahren schuf Ferdinand mit seinem Bruder Franz eine Serie von botanischen Miniaturen.
1786 reiste Ferdinand mit dem Oxforder Professor John Sibthorp ins östliche Mittelmeergebiet und schuf dort etwa 1000 farbige Zeichnungen von Pflanzen, 363 von Tieren und 131 Landschaftsbilder, aufgrund deren 1806 das zehnbändige, prächtig illustrierte Werk Flora Graeca entstand. Zur Bearbeitung von gesammelten Zeichnungen siedelte Bauer nach Oxford über.
1801 unternahm er dank der Empfehlung von Joseph Banks eine Forschungsreise nach Australien als Zeichner bei Matthew Flinders. Bis Juli 1802 schuf er 700 Zeichnungen von australischen Pflanzen und Tieren, ein Jahr später kamen weitere 600 Bilder hinzu. Insgesamt schuf er auf dieser Reise 2073 Zeichnungen, vor allem von australischen Pflanzen. Da er aber nicht alle Farben, die er dafür brauchte, in ausreichender Menge auf dem Schiff vorrätig hatte, versah er viele der Skizzen mit Farbnummern, um sie dann nach der Reise vollenden zu können. Da niemand Bauers hohen Ansprüchen bei der Vollendung der Werke gerecht werden konnte, musste er die Arbeit selber erledigen, was sehr lange dauerte und auch dazu führte, dass er nicht alle Skizzen veröffentlichte. Außerdem erforschte und zeichnete Bauer die Pflanzen von Norfolk Island, einer entlegenen Gefängnisinsel im Pazifischen Ozean.
1813 begann Bauer sein Werk Illustrationes Florae Novae Hollandiae, das ihm jedoch keinen finanziellen Erfolg brachte. Er verließ Australien und kam im August 1814 nach Österreich zurück. Dort setzte er bis zu seinem Tod in Hietzing die Arbeit an englischsprachigen Werken fort.
Ein Kap an der Küste Australiens trägt auf Flinders’ Vorschlag den Namen Cape Bauer.